# Jerry Kuhn
Gerald Vale „Jerry“ Kuhn III (* 20. März 1986 in Southgate, Michigan) ist ein US-amerikanisch-deutscher Eishockeytorwart, der seit Juli 2024 beim EC Bad Nauheim aus der DEL2 unter Vertrag steht. Zuvor war Kuhn unter anderem für die Krefeld Pinguine, Fischtown Pinguins Bremerhaven und Grizzlys Wolfsburg in der Deutschen Eishockey Liga (DEL) aktiv.

## Karriere

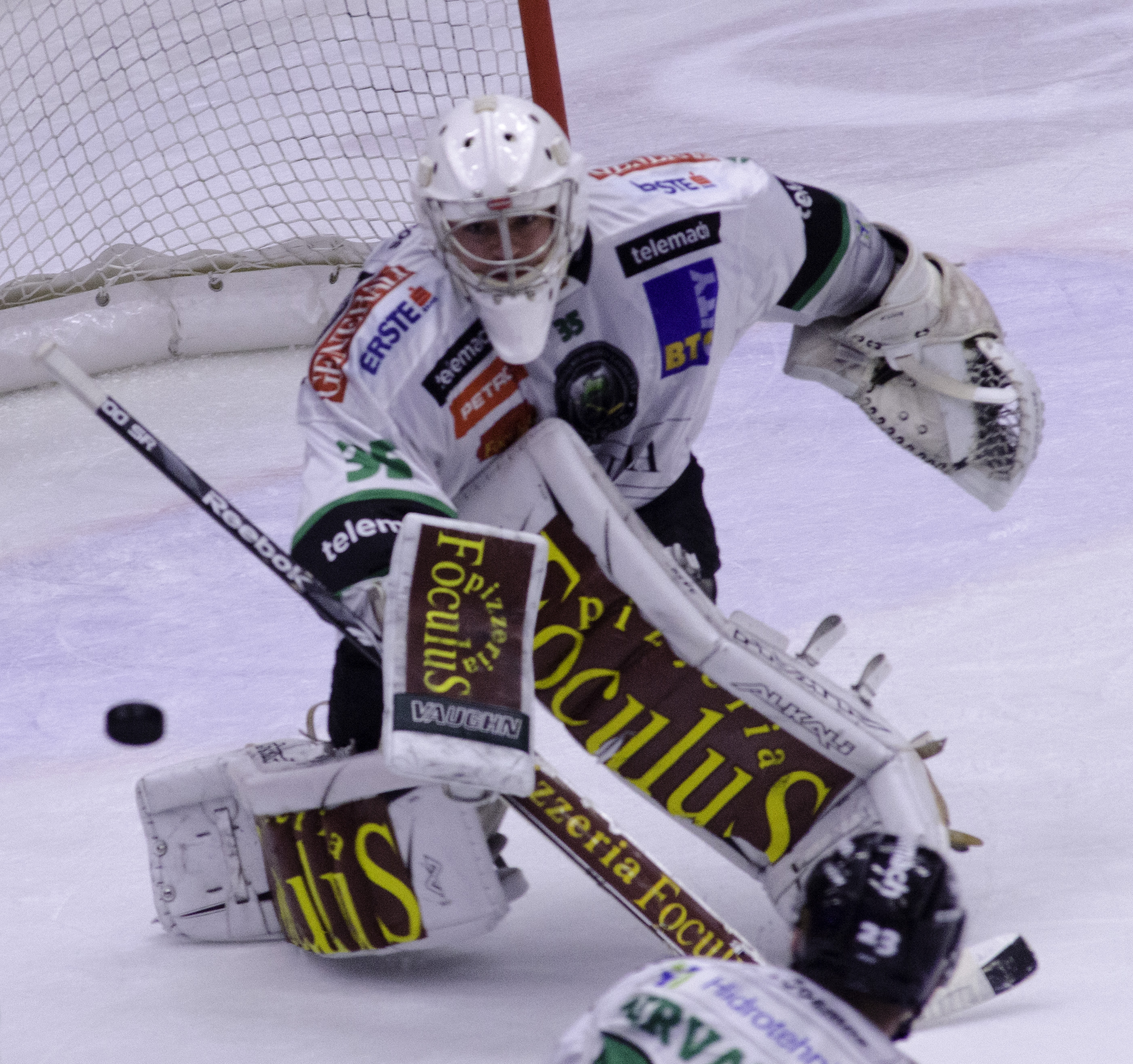
Kuhn im Trikot des HDD Olimpija Ljubljana (2013)

Kuhn spielte zunächst in der North American Hockey League (NAHL) sowie in der United States Hockey League (USHL), bevor er im Sommer 2007 an die Western Michigan University wechselte. Er spielte dort vier Jahre parallel zu seinem Wirtschaftsstudium für das Universitätsteam Broncos im Spielbetrieb der National Collegiate Athletic Association (NCAA). Seine ersten Erfahrungen als Eishockeyprofi machte Kuhn in der ECHL in der Saison 2010/11 im Trikot der Idaho Steelheads. Auch in der Folgespielzeit 2011/12 stand er nach einem Intermezzo bei den Greenville Road Warriors erneut für die Steelheads auf dem Eis.
Zur Saison 2012/13 wechselte Kuhn nach Europa und schloss einen Vertrag mit dem slowenischen Verein HDD Olimpija Ljubljana, der in der österreichischen Erste Bank Eishockey Liga (EBEL) spielte. Er blieb zwei Jahre bei Olimpija und nahm kurz vor den Playoffs der Saison 2013/14 ein Angebot der Krefeld Pinguine aus der Deutschen Eishockey Liga (DEL) an. Zur Saison 2014/15 wechselte der Torhüter nach Südtirol zum HC Pustertal in die Serie A und zog zur Spielzeit 2015/16 zu den Fischtown Pinguins Bremerhaven aus der zweithöchsten deutschen Liga DEL2 weiter. Für die Saison 2016/17 erhielt Bremerhaven eine Spiellizenz für die DEL, Kuhn gehörte auch in der höchsten deutschen Spielklasse zum Aufgebot der Pinguine und erreichte mit der Mannschaft in der ersten DEL-Saison die Playoffs. Zum Erfolg der Pinguine trug er mit einer Fangquote von 92,0 Prozent bei, er kassierte in der Hauptrunde pro Partie 2,68 Gegentore.
Kuhn verließ Bremerhaven nach der Saison 2016/17 und wechselte innerhalb der DEL zu den Grizzlys Wolfsburg. Dort erhielt er insgesamt 64 Einsätze in der DEL, ehe er im Februar 2019 im Tausch gegen Marcel Melicherčík an die Kassel Huskies aus der DEL2 abgegeben wurde. Dort spielte er vier Jahre bis zum Frühjahr 2023 und gehörte zu den besten Torhütern der Liga, ehe er zu den Hannover Scorpions in die drittklassige Oberliga wechselte. Nachdem er mit der Mannschaft die Vizemeisterschaft errungen hatte und im weiteren Verlauf als bester Torhüter der Nord-Gruppe ausgezeichnet worden war, kehrte Kuhn zum Spieljahr 2024/25 in die DEL2 zurück, wo er beim EC Bad Nauheim anheuerte.

### Inlinehockey
Bei der IIHF Inlinehockey-Weltmeisterschaft 2013 gewann Kuhn mit der US-amerikanischen Nationalmannschaft die Goldmedaille. Ein Jahr später nahm er mit dem Nationalteam an der Weltmeisterschaft in Pardubice teil und gewann dabei die Bronzemedaille.

## Erfolge und Auszeichnungen
| - 2013 Slowenischer Meister mit HDD Olimpija Ljubljana - 2014 Supercoppa-Italiana-Gewinn mit dem HC Pustertal - 2016 Aufstieg in die DEL mit den Fischtown Pinguins Bremerhaven | - 2020 Geringster Gegentorschnitt der DEL2-Hauptrunde - 2021 Höchste Fangquote und geringster Gegentorschnitt der DEL2-Hauptrunde - 2024 Torwart des Jahres der Oberliga-Gruppe Nord |

### Inlinehockey
- 2013 Goldmedaille bei der Inlinehockey-Weltmeisterschaft
- 2014 Bronzemedaille bei der Inlinehockey-Weltmeisterschaft

## Karrierestatistik
Stand: Ende der Saison 2024/25
(Legende zur Torhüterstatistik: GP oder Sp = Spiele insgesamt; W oder S = Siege; L oder N = Niederlagen; T oder U oder OT = Unentschieden oder Overtime- bzw. Shootout-Niederlage; Min. = Minuten; SOG oder SaT = Schüsse aufs Tor; GA oder GT = Gegentore; SO = Shutouts; GAA oder GTS = Gegentorschnitt; Sv% oder SVS% = Fangquote; EN = Empty Net Goal; 1 Play-downs/Relegation; Kursiv: Statistik nicht vollständig)